# جاك داي
جاك داي (بالإنجليزية: Jack Day)‏ (21 يناير 1924 في المملكة المتحدة - ) هو لاعب كرة قدم بريطاني في مركز حراسة المرمى. لعب مع برايتون أند هوف ألبيون وشروزبري تاون ونادي غيلينغهام ونادي فولهام وإيريث وبلفيدير ‏ وWalthamstow Avenue F.C. ‏.